# Akuma no Riddle
Akuma no Riddle (悪魔のリドル, Akuma no Ridoru, littéralement « L’énigme du démon ») est un seinen manga écrit par Yun Kōga et dessiné par Sunao Minakata. Il est prépublié entre août 2012 et octobre 2016 dans le magazine Newtype de Kadokawa Shoten,. Une adaptation en anime produite par le studio Diomedéa est diffusée du 3 avril 2014 au 19 juin 2014 sur MBS au Japon et en simulcast sur Crunchyroll dans les pays francophones.

## Synopsis
L’histoire se déroule à l’académie privée Myojo réservée exclusivement aux jeunes filles. Cependant, les élèves de la classe Kurogumi sont en réalité des assassins avec une cible; Haru Ichinose. Nous suivons le quotidien de Tokaku Azuma, une étudiante fraîchement transférée, qui vise également Ichinose. Mais peu à peu elle développe des sentiments pour Ichinose et se donnera pour mission de la protéger face aux assauts des 11 autres assassines.

## Personnages
Haru Ichinose (一ノ瀬 晴, Ichinose Haru)
Voix japonaise : Hisako Kanemoto
Tokaku Azuma (東 兎角, Azuma Tokaku)
Voix japonaise : Ayaka Suwa
Otoya Takechi (武智 乙哉, Takechi Otoya)
Voix japonaise : Manami Numakura
Sumireko Hanabusa (英 純恋子, Hanabusa Sumireko)
Voix japonaise : Miho Arakawa
Isuke Inukai (犬飼 伊介, Inukai Isuke)
Voix japonaise : Azumi Asakura
Kōko Kaminaga (神長 香子, Kaminaga Kōko)
Voix japonaise : Haruka Yoshimur
Hitsugi Kirigaya (桐ヶ谷柩, Kirigaya Hitsugi)
Voix japonaise : Mami Uchida
Shiena Kenmochi (剣持 しえな, Kenmochi Siena)
Voix japonaise : Yuki Yamada
Haruki Sagae (寒河江 春紀, Sagae Haruki)
Voix japonaise : Fumiko Uchimura
Suzu Shutō (首藤 涼, Shutō Suzu)
Voix japonaise : Chika Anzai
Chitaru Namatame (生田目 千足, Namatame Chitaru)
Voix japonaise : Sachika Misawa
Mahiru Banba (番場 真昼, Banba Mahiru) / Shinya (真夜)
Voix japonaise : Yuka Ōtsubo
Nio Hashiri (走り 鳰, Hashiri Nio)
Voix japonaise : Yoshino Nanjō (en)
Ataru Mizorogi (溝呂木 辺, Mizorogi Ataru)
Voix japonaise : Takahiro Sakurai
Meichi Yuri (百合 目一, Yuri Meichi)
Voix japonaise : Yoshiko Sakakibara
Kaiba (カイバ)
Voix japonaise : Tomokazu Sugita
Mako Azuma (東 真呼, Azuma Mako)

## Manga
| no | Japonais         | Japonais          |
| no | Date de sortie   | ISBN              |
| -- | ---------------- | ----------------- |
| 1  | 6 juillet 2013   | 978-4-04-120788-8 |
| 2  | 10 mars 2014     | 978-4-04-121056-7 |
| 3  | 10 décembre 2014 | 978-4-04-102459-1 |
| 4  | 26 janvier 2016  | 978-4-04-103446-0 |
| 5  | 10 décembre 2016 | 978-4-04-105048-4 |

## Anime
L'adaptation en anime est annoncée en juin 2013 dans le magazine Newtype. Elle est produite au sein du studio Diomedéa avec une réalisation de Keizō Kusakawa et un scénario de Kiyoko Yoshimura. La série est diffusée initialement sur MBS du 3 avril au 19 juin 2014. Dans les pays francophones, la série est diffusée en simulcast sur Crunchyroll. Le générique d'ouverture, Sōshō Innocence, est chantée par Maaya Uchida. L'anime a pour particularité d'avoir un générique de fin différent pour chacun des 12 épisodes, ces génériques de fin sont interprétés par les seiyūs donnant leurs voix aux personnages principaux.

### Liste des épisodes
| No | Titre français                                             | Titre japonais                         | Titre japonais                                | Date de 1re diffusion |
| No | Titre français                                             | Kanji                                  | Rōmaji                                        | Date de 1re diffusion |
| -- | ---------------------------------------------------------- | -------------------------------------- | --------------------------------------------- | --------------------- |
| 01 | Le monde est plein de…                                     | 世界は□□に満ちている                   | Sekai wa □□ ni Michiteiru                     | 14 avril 2014         |
| 02 | Qu’y a-t-il dans ton cœur ?                                | 胸の中にいるのは?                      | Mune no Naka ni Iru no wa?                    | 10 avril 2014         |
| 03 | Qu’est-ce qui est pur sans l’être ?                        | 赤いのに赤くないのは?                  | Akai no ni, Akakunai no wa?                   | 17 avril 2014         |
| 04 | Qu’est-ce qui arrive soudainement et ne rentre jamais ?    | 突然やってきて、帰ることのないものは?  | Totsuzen Yattekite, Kaerukoto no Nai Mono wa? | 24 avril 2014         |
| 05 | Que faut-il pour sortir un oiseau de sa cage ?             | 籠の鳥を外に出すには?                  | Kago no Tori o Sotonidasu ni wa?              | 1er mai 2014          |
| 06 | Les belles fleurs ont des…                                 | 綺麗な花には□□がある                   | Kirei na Hana ni wa □□ ga aru                 | 8 mai 2014            |
| 07 | Que nous sera-t-il éternellement impossible de rattraper ? | 永遠に追い越せないものは?              | Eien ni Oikosenai mono wa?                    | 15 mai 2014           |
| 08 | Quel gardien ment ?                                        | 嘘つきの門番はどちら?                  | Usotsuki no Monban wa Dochira?                | 22 mai 2014           |
| 09 | Qu'y a-t-il dans ton cœur ?                                | 胸の中にいるのは?(追試)                | Mune no Naka ni Aru no wa? (Tsuishi)          | 29 mai 2014           |
| 10 | Qui est la reine ?                                         | 女王はだれ?                            | Jo-ō wa Dare?                                 | 5 juin 2014           |
| 11 | La façon de différencier célébration et malédiction        | 『祝ことほぎ』と『呪のろい』の見分け方 | "Kotohogi" to "Noroi" no Miwake-kata          | 12 juin 2014          |
| 12 | Le monde est toujours plein de…                            | ゆえに世界は□□に満ちている             | Yueni Sekai wa □□ ni Michiteiru               | 19 juin 2014          |